# Refugio naval Thorne
El refugio naval Thorne fue un refugio antártico ubicado en la costa de la bahía Telefon (o Teléfono), en Puerto Foster, isla Decepción en las Shetland del Sur. Fue inaugurado por la Armada Argentina el 23 de marzo de 1949, y reinaugurado el 3 de enero de 1953. Se encontraba en la costa noroeste del Puerto Foster.
El nombre del refugio fue puesto en homenaje al coronel de Marina Juan Bautista Thorne (1807-1885), que participó en el batalla de la Vuelta de Obligado de 1845.
El refugio fue construido el 23 de marzo de 1949 junto con la reconstrucción del refugio Caleta Péndulo. Luego de ser dañado por las tormentas, fue reconstruido por la Armada Argentina el 3 de enero de 1953.
A comienzos de la década de 1960 consistía de una construcción de madera de 3 m x 4 m con cocina y baño y un pequeño almacén de 2 m x 2,5 m. Tenía provisiones para tres personas durante tres meses. Fue utilizado en los veranos de 1952-1953, 1953-1954, 1954-1955 y 1955-1956.
Una erupción volcánica destruyó el refugio el 4 de diciembre de 1967. Luego de la erupción un equipo de trabajo argentino de la base Decepción se dirigió a la bahía Telefon para evaluar los daños del refugio Thorne. Allí sólo se encontraron en pie los basamentos, pues la cabaña de madera quedó destruida. Algunos objetos y muebles del refugio se hallaron a más de 100 metros de distancia, como si hubiese ocurrido una explosión. La erupción volcánica produjo un cambio en la topografía de la bahía, apareciendo enfrente al refugio un islote denominado por Argentina como Marinero Suárez, pero que poco después desapareció. Un cercano refugio chileno fue totalmente destruido por otra erupción volcánica de febrero de 1969.